# Lagangilang
Lagangilang è una municipalità di quinta classe delle Filippine, situata nella provincia di Abra nella Regione Amministrativa Cordillera.
Lagangilang è la sede dell'unico istituto universitario della provincia di Abra, l'ASIST (Abra State Institute of Science and Technology).
Lagangilang è formata da 17 baranggay:
| - Aguet - Bacooc - Balais - Cayapa - Dalaguisen - Laang - Lagben - Laguiben - Nagtipulan | - Nagtupacan - Paganao - Pawa - Poblacion - Presentar - San Isidro - Tagodtod - Taping |